# Domenico Chiaramello
Domenico Chiaramello (Cavallermaggiore, 13 ottobre 1897 – 28 dicembre 1986) è stato un politico italiano.

## Biografia
È stato deputato all'Assemblea Costituente per il Partito Socialista Italiano; successivamente aderisce alla scissione che porta alla nascita del Partito Socialista Democratico Italiano, con il quale viene eletto deputato alla Camera nella I e nella II legislatura. È stato anche Sottosegretario di Stato al Tesoro nel VI Governo De Gasperi (con delega per le pensioni di guerra) e poi nel Governo Scelba.
Fu vicesindaco di Torino nell'amministrazione Roveda. Fu il primo Presidente (1955) della neo-nata Cassa italiana di Previdenza dei Geometri, poi rieletto per un secondo mandato.
Morì nel dicembre 1986 all'età di 89 anni.